# Psykedeliske stoffer
Betegnelsen psykedeliske stoffer bruges om en gruppe psykoaktive, eller såkaldt "bevisthedsudvidende" stoffer såsom LSD. De fleste af de psykedeliske stoffer er enten tryptaminer eller fenetylaminer.

## Historie
Planter med psykedeliske egenskaber har været benyttet til spirituelle og/eller helende ritualer i flere tusinde år. I den vestlige verden kom stofferne dog først i videnskabelig fokus, da Albert Hofmann syntetiserede LSD for første gang i 1938.
Siden 1967 har stort set alle kendte psykedeliske stoffer været ulovliggjorte i kategorien 'Schedule 1' under FNs 'Convention on Drugs'. Forskning fra USA viser, at LSD-stofferne ikke er afhængighedsdannende og ikke medfører psykiske skader.

## Forskning i det 21. århundrede
I nyere tid er der blevet forsket i psykedeliske stoffers mulige rolle i psykedelisk behandling af psykiske lidelser - bl.a. angsttilstande, behandlingsresistent depression, afhængighed mm. En stigende mængde forskning tyder på, at blandt andet psilocybin kan bruges i behandling af netop depression, angst og PTSD..
I Danmark forskes der i klinisk brug af psykedeliske stoffer ved Rigshospitalet. Et dansk studie har blandt andet vist, at psilocybin påvirker de receptorer i hjernen, der er forbundet med udvikling af depression.

## Eksempler
Der findes tusindvis af psykedeliske stoffer - herunder følger en liste af de mest kendte:
- 2C-B
- DMT
- LSD (D-lysergsyrediethylamid)
- Meskalin
- Psilocybin